# Горбачёв, Виктор Сергеевич
Ви́ктор Серге́евич Горбачёв (укр. Віктор Сергійович Горбачов; 23 января 1961, Советская Гавань, Хабаровский край — 30 июля 2018, Николаев, Украина) — украинский политик.
Бывший народный депутат Украины.

## Биография
Родился 23 января 1961 (город Советская Гавань, Хабаровский край, Россия) в семье военнослужащего; русский.
Образование: Николаевский сельскохозяйственный техникум; Николаевский кораблестроительный институт (1990), инженер-экономист, «Экономика и организация машиностроительной промышленности»; кандидат экономических наук, кандидатская диссертация «Экономический рост винодельческой отрасли регионального АПК на основе её интенсивного развития» (Николаевский государственный аграрный университет, 2006).
- 1980—1982 — служба в армии.
- 1982 — мастер треста «Спецжилстрой», город Николаев.
- 1982—1984 — студент Одесского инженерно-строительного института.
- 1984—1986 — старший инженер строительства Николаевского гормолкомбината.
- 1987—1993 — старший конструктор Матвеевского силикатного комбината; продавец, заведующий магазина Ленинского продторга города Николаева.
- 1993—1997 — директор, генеральный директор частного предприятия «Новосел»; директор АО «Черноморец», город Николаев.
- 1997—2018 — генеральный директор АОЗТ «Магазин № 100».

Народный депутат Украины 3-го созыва (1998—2002), избирательный округ № 127, Николаевская область. На время выборов: генеральный директор магазина № 100, беспартийный. Уполномоченный представитель группы «Независимые» (1998—2000), член группы «Трудовая Украина» (2000—2001), внефракционный (январь — апрель 2001), член группы «Солидарность» (с апреля 2001). Член Комитета по вопросам законодательного обеспечения правоохранительной деятельности и борьбы с организованной преступностью и коррупцией (1998—2000), член Комитета по вопросам законодательного обеспечения правоохранительной деятельности (февраль — март 2000), член Комитета по вопросам финансов и банковской деятельности (с марта 2000).
Народный депутат Украины 4-го созыва (2002—2006), избирательном округ № 128, Николаевская область, самовыдвижение. «За» 27,71 %, 13 соперников. На время выборов: народный депутат Украины, беспартийный. Член фракции «Единая Украина» (май 2002), внефракционный (май — июнь 2002), член фракции партий ППУ и «Трудовая Украина» (2002—2004), внефракционный (апрель — май 2004), член группы «Центр» (май — сентябрь 2004), член группы «Союз» (2004—2005), член группы «Демократическая Украина» (март — сентябрь 2005), член фракции политической партии «Вперед, Украина!» (сентябрь — ноябрь 2005), член группы Народного блока Литвина (с ноября 2005). Член Комитета по вопросам финансов и банковской деятельности (с июня 2002).
Был председателем постоянной комиссии по торговле, сферы услуг и защиты прав потребителей Николаевского горсовета.
Был руководителем фракции НСНУ в Николаевском облсовете.
Скончался 30 июля 2018 года. Предварительной причиной смерти стала остановка сердца в тот момент, когда Горбачев выходил из подъезда своего дома в микрорайоне Леваневцев. У него остались жена и дочь.